# Rhétorique politique

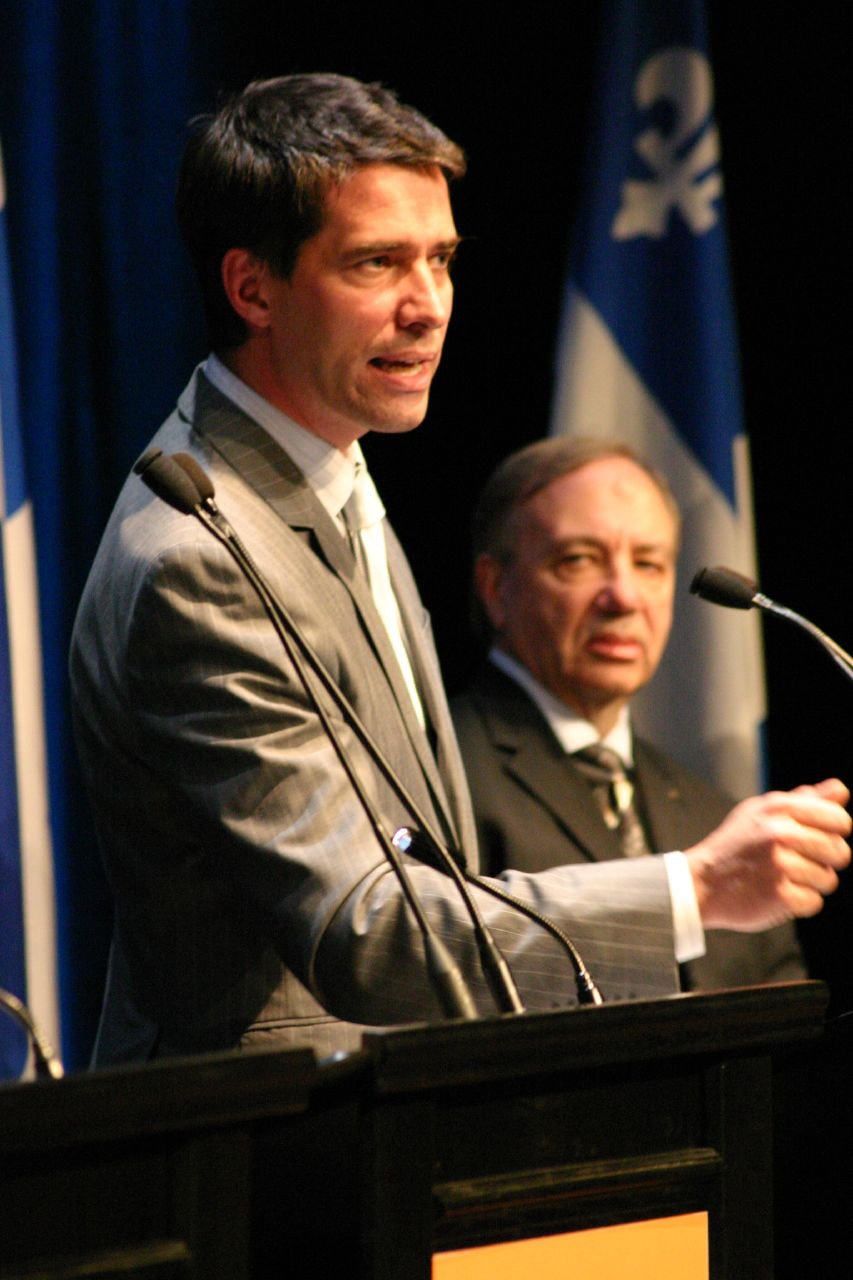
André Boisclair durant un débat pour la course à la chefferie du Parti québécois de 2005. Louis Bernard est en arrière-plan.

La rhétorique politique est l'étude du langage qu'utilisent les personnalités politiques, soit pour débattre entre eux, soit à l'adresse du public.
L'objet du discours politique est de persuader autrui : une des deux fonctions de la rhétorique, qui s'intéresse aussi à la manière de convaincre.
Le débat politique, entre spécialistes, prend le plus souvent la forme d'un débat réglé qui limite les moyens qu'il est permis d'employer.

## Éléments historiques
Il est question de rhétorique politique depuis que la politique existe. Cicéron, dans son traité De oratore, fait dire à Crassus :

« Rien ne me semble plus beau que de pouvoir, par la parole retenir l'attention des hommes assemblés, séduire les intelligences, entraîner les volontés à son gré en tous sens. »

Le discours politique tourné vers les grandes envolées lyriques et l'émotion a longtemps bénéficié d'une aura grâce à l'ascendant, le prestige et l'autorité de grands orateurs politiques nourris de références historiques et employant de nombreuses figures de rhétorique et des effets langagiers. Ce discours a en grande partie perdu de son crédit depuis le XXe siècle : le modèle dialogiste est remplacé par le modèle propagandiste (symbolisé par le communisme et le nazisme) puis par le marketing politique et sa rhétorique particulière, régulièrement associée aux techniques de manipulation et de mensonge.
À la fin du XXe siècle, dans les démocraties occidentales, le discrédit de la communication politique est renforcé par la peopolisation de la sphère politique, sous l'influence de l'égalitarisme et de la multiplication des médias qui ont paradoxalement un contenu informationnel uniforme privilégiant la forme sur le fond. La fragmentation des audiences politiques (en) encourage le webcasting (diffusion d'audio/vidéo sur Internet) et le narrowcasting (en) (diffusion d'informations vers un public restreint et non pas au grand public, fruit d'un ciblage fin des publics par les programmateurs de télévision et des catégories d’électeurs par les politiques). La communication politique abandonne donc la rhétorique de la mobilisation émotionnelle pour celle de la séduction. Les politiques et leurs conseillers adoptent une stratégie multimédia (interview, talk-show, politainment, publication de communiqués de presse, de tribunes et de livres, communication dans les réseaux sociaux…).
Aux alentours des années 1990, cette communication est stigmatisée à cause de son recours au storytelling qui « s’inscrit logiquement dans une tradition de manipulation des esprits dont les fondements ont été établis au début du XXe siècle par les théoriciens américains du marketing et de la propagande ». Le rejet de cette forme de communication politique s'inscrit dans un mouvement de défiance envers les institutions politiques, les discours des politiciens et les rhétoriques manipulatoires.
Les citoyens, bien qu'incrédules aux effets langagiers du discours politique et aux mécanismes rhétoriques, y restent toutefois sensibles ; ils n'ont, de plus, souvent pas le temps de décrypter tous ces mécanismes (au contraire des journalistes) : l'idéal habermassien — modèle de démocratie délibérative, c'est-à-dire une sphère publique avec une communauté de citoyens éclairés par des médias de masse qui garantiraient les conditions de possibilité d'une organisation sociale pleinement démocratique — apparaît ainsi difficilement atteignable,.
« Vide », « creux », « prévisible », le discours politique actuel, volontariste et emprunt d'un certain lyrisme, est dénoncé « pour ses lourdeurs formelles » et pour son association fréquente « aux mensonges, promesses et idéologies » auxquels il renvoie. Selon le sociologue Christian Le Bart,

« [Il cumule] les handicaps au point d’apparaître comme l’attribut le moins honorable de ceux qui se livrent à l’activité politique. Si ceux-ci peuvent en effet espérer gagner l’estime de leurs semblables par les « actions » qu’ils mènent (ce que la sociologie politique appelle les politiques publiques), ils savent l’opprobre qui entoure les « beaux parleurs » et autres « démagogues », habiles à manier les mots mais impuissants à faire bouger les « choses ». Cette façon de penser le métier politique comme une incessante oscillation entre des pratiques nobles (agir « concrètement », rester « au contact de la réalité », être « sur le terrain ») et des pratiques critiquables car stériles (les petites phrases, la séduction, la propagande, les « beaux discours ») est à l’évidence simpliste, parce qu’elle établit une distinction fragile entre les mots et les choses, mais il importe avant tout de noter qu’elle constitue un socle des plus solides à partir duquel se déploient les représentations ordinaires de « la politique ». »

— Christian Le Bart, Le discours politique

## Stratégies discursives politiques
« La communication [politique], c'est comme la chirurgie esthétique, quand ça se voit, c'est que c'est raté. »

— Gérard Colé, 13 juin 2023
- L'exorde est le commencement du discours qui doit susciter l'intérêt de l'auditoire, voire sa curiosité et sa bienveillance envers l'orateur[13]. Il prend schématiquement trois formes : exorde simple ou par l'hommage et les remerciements, exorde par l'insinuation en insistant sur l'enjeu du discours et qui peut faire usage de précautions oratoires, exorde ex abrupto ou par la surprise[14].
- Le plan rhétorique selon l'objectif de la personnalité politique et le contexte : plan classique argumentatif (arguments et réfutation) ou dialectique (thèse -antithèse - synthèse), plan chronologique, plan journalistique (présentation des éléments du plus important au moins important, selon le principe QQOQCCP), plan AIDA (Attention – Intérêt – Démonstration – Acceptation ou Action), plan CBS (Constat – Besoin – Solution), plan SOP (Situation - Opinion - Proposition)[15]...
- Attitude ou fonction modale : mode assertif ou déclaratif (avec notamment l'assertion catégorique, positive ou négative, sans se soucier d'apporter des preuves[16]), mode interrogatif (phrase interrogative qui exprime une demande d'information adressée à un interlocuteur, l'affirmation dépendant de sa réponse), mode exclamatif (phrase qui témoigne de l’expression d'une émotion)[17], etc.
- Stratégie discursive de répétition d'un mot isolé ou d'une phrase (anaphore[18], anadiplose, antépiphore, épanaphore, épiphore, épanode, épizeuxe, épanadiplose, symploque, etc.). Cette stratégie composée d'un continuum qui va des simples redondances routinières jusqu'aux reformulations, provoque un « martèlement » qui peut bénéficier de l'effet de simple exposition. Cette « exposition à un message répété a tout d'abord des effets positifs sur sa perception, sa compréhension, sa mémorisation ainsi que sur l'attitude vis-à-vis de son contenu, attitude pouvant aller jusqu'à un apriori de vérité » mais une « répétition trop prolongée aboutit à des effets négatifs : absence de perception, lassitude, rejet »[19].
- L'apostrophe, interpellation vive et par surprise, qui peut s'adresser au public ou à un interlocuteur (présent ou absent), en prenant son mode de pensée en considération (prise à témoin, jeu de la connivence), en l'invitant à réfléchir (moyens phatiques), en le laissant seul juge (je sais que vous ferez le bon choix), en le provoquant (« je vous mets au défi de trouver mieux », « comment pouvez-vous imaginer … »)[20].
- Les petites phrases et punchlines, par exemple lors des débats télévisés du premier tour et du second tour de l'élection présidentielle française[21]. Elles ont retenu l'attention car elles sont basées sur des procédés narratifs puissants (suspension[22], effets prosodiques : variations de débit et de rythme tels que les pauses et silences rhétoriques, les accélérations et les décélérations ; variations de volumes tels que les crescendo et decrescendo…)
- L'argumentation ad hominem d'une personnalité politique pour montrer la contradiction entre les propos et les agissements de son adversaire, voire l'attaque personnelle pour discréditer ses propos sans rapport avec le fond du débat (une technique manipulatoire étant le discrédit par avance, appelé l'empoisonnement du puits). En situation d'attaque ad hominem, l'homme politique peut employer la stratégie d'encaissement (silence, flou, minimisation, dénégation ou contestation), la stratégie de la réplique, ou celle de la réinterprétation[23] et de la pondération[24], cette dernière favorisant la désescalade de la conflictualité[25]
- L'argument comparatif qui met de côté le contexte. Les discours démagogiques utilisent cet argument simplificateur et manipulateur afin d'établir des « raccourcis de pensée »
- L'énoncé autophage[26]
- La provocation, sous forme d'expression lapidaire et réductrice (exemples : le plombier polonais, la marchandisation du monde…) ou de petites phrases assassines, faisant appel plus à l'émotion qu'au raisonnement. Un certain penchant pour le néologisme traduit le souci de frapper les esprits (au risque d'être accusé de populisme politique) en se distinguant au-dessus du bruit ambiant de la communication
- Les affirmations employées comme argument d'autorité (position professorale avec le procédé de désubjectivation)
- Le recadrage sémantique qui opère à partir d’une substitution d'un terme trop connoté par un autre[27]
- L'utilisation d'énoncés stéréotypés situationnels : clichés, truismes (par exemple légitimation de l'action publique par l'emploi de concepts mobilisateurs[28]) et lieux communs (topos) en cas de difficulté à faire des analyses et propositions claires ou à démontrer le bien-fondé de l'analyse, ou pour faire passer de fausses idées, en profitant de l'impression de vérité et d'évidence qu'ils dégagent
- Les présupposés, amalgames et biais cognitifs (attention sélective[29], effet de cadrage idéologique[30], argumentation par l'exemple qui se substitue à l'exemplification[31], Yes-set ou no-set[32])
- L'alternance entre biais accusatoire et biais excusatoire : les personnalités politiques sont promptes à accuser leurs adversaires et à s'absoudre de leurs propres erreurs (biais d'auto-complaisance)[33]
- Les promesses, sans en indiquer comment leur mise en place est faisable
- Les sophismes (fausse dichotomie ou dichotomisation[34], homme de paille, généralisation abusive[35], association dégradante[36], raisonnement circulaire (pétition de principe, cercle vicieux), pente savonneuse et déplacement de la fenêtre d'Overton, fausse cause[37], sophisme du leurre ou du hareng rouge, sophisme de la mauvaise fréquentation, sophisme de la question multiple, sophisme du cornu, du chauve, sophisme naturaliste)[38]
- Les informations erronées (ex: contre-vérité)
- Les raisonnement en faisant appel à la peur, au pathos ou à la terreur
- La technique de la « valse à quatre temps » : premier temps, la provocation sert à attirer et à monopoliser l’attention des médias et de l'opinion publique, en suscitant délibérément un tollé ; deuxième temps, la requalification : la personnalité politique se plaint, face aux protestations, de lui avoir fait dire ce qu'il n'a pas voulu dire, et, afin de ne pas finir marginalisée, reformule son message sous une forme acceptable au regard des tabous du débat public ; troisième temps, la victimisation : la personnalité politique ou les membres de son parti condamnent les critiques de sa provocation en les assimilant abusivement à un rejet de son second message, dénonçant le « politiquement correct » ou la « pensée unique » ; le quatrième temps, l'accaparement : le parti qui a pris position sur un thème électoralement porteur mais jusqu’alors réservé aux partis anti-système, déploie ses propositions sur ce thème en position de monopole d'expression dans la classe politique (phénomène d'élargissement de la fenêtre d'Overton)[39]
- Le discours implicite[40] ou explicite construisant notamment l'ethos[41] (par exemple questions directes à l'interlocuteur[42])
- L'utilisation de figures de style : figures de répétitions de type polyptote[43], polysyndète[44], épanalepses[45], symploques rhétoriques ; figures d'insinuations (réticence, euphémisme) ; énumérations voire gradations, incantations[46], métaphores, hyperboles lexicales, prétéritions[47], prolepses[48], paronomases, aposiopèses, substitutions connotatives euphémiques[49], etc. L'analyse de ces composantes rhétoriques dans les discours politiques peut contribuer à une meilleure compréhension du problème de l'efficacité des discours (phénomènes de persuasion et d'identification). Les recherches actuelles mettent en évidence une corrélation entre l'emploi de figures de rhétorique dans les discours politiques et les applaudissements de l'auditoire[50]
- Retorsio argumenti, stratagème qui consiste à retourner l'argument de l'adversaire contre lui[51]
- Appropriation, modification du contrat de communication effectuée par l'orateur, par l'adoption d'un style décontracté (comportemental, vestimentaire), le changement du registre de langue (du formel au familier, par exemple), le recours à la rhétorique manichéenne et de bon sens, idées qui permettent à l'orateur d'afficher sa familarité, sa proximité avec le peuple (l'expression systématique de cette appropriation dénotant une idéologie populiste)[52]
- La substitution lexicale (périphrase, euphémisme, anglicisme) ou l'extension rhétorique[53].
- Techniques d'équivocation utilisées par les politiques pour éviter de répondre aux questions des journalistes : ignorer la question, reconnaître la question sans y répondre, mettre la question en doute[54], contester la question[55], attaquer l'intervieweur ou l'interlocuteur, s'abstenir de répondre (notamment en utilisant la langue de bois)[56], faire un point politique[57], répondre de façon incomplète[58], répéter la réponse à la question précédente, dire ou suggérer que l'on a déjà répondu à la question[59]…
- La plaisanterie dont le destinataire peut ne pas reconnaître l'humour intentionnel (méconnaissance), mal le saisir (incompréhension), le refuser (réduction normative, victime de cet humour) ou y voire une autre intention (interprétation d'un non-dit ou d'un implicite, dépendant des contextes antérieurs et postérieurs — notamment lorsque le locuteur déclare que c'est une plaisanterie a posteriori — et de la situation). Le message politique humoristique ou ironique[60] a un effet perlocutoire de connivence[61],[62]
- Les autres figures rhétoriques peuvent également susciter un effet de connivence puisqu'elles sont associées aux deux tiers des applaudissements produits (l'antithèse recueillant à elle seule un quart des applaudissements)[63], la rhétorique produisant ainsi un claptrap, « piège à applaudissement »[64]
- Le slogan politique, forme la plus achevée, parfois imagée, la plus souvent vague, mais donnant une impression de profondeur (exemple : « ensemble tout devient possible »[65], « un autre monde est possible[66] »).
- Péroraison (récapitulation, chute finale).

#### Opposition à la rhétorique politique
- Fact checking
- En France : Acrimed (« Action critique Médias »)

#### Catégories
- catégorie « Désinformation »
- catégorie « Critique du journalisme » (qui relaie les rhétoriques)